# Роделинда (опера)
«Роделинда, королева лангобардов» (итал. Rodelinda, regina de' Longobardi; HWV 19) — опера Георга Фридриха Генделя на итальянском языке в трёх актах. Либретто Николы Франческо Хайма на основе либретто Антонио Сальви для одноимённой оперы Джакомо Антонио Перти (1710). Либретто Сальви было основано на пьесе Пьера Корнеля «Пертарит, король лангобардов» (1653), основанной, в свою очередь, на «Истории лангобардов» Павла Диакона. События, которые легли в основу пьесы Корнеля, связаны с правлением лангобардского короля Бертари (ум. 668), который был свергнут своим вассалом Гримоальдом (ум. 671), но вернул себе трон.

## История создания
Гендель начал сочинять «Роделинду» в декабре 1724. К этому моменту в Лондоне с большим успехом прошли премьеры его опер «Юлий Цезарь» и «Тамерлан». «Роделинда» была закончена уже в январе 1725. На премьере 13 декабря главные роли исполняли ведущие певцы лондонской оперной сцены: Франческа Куццони (Роделинда), Сенезино (Бертарид), Андреа Пачини (Унульф) и Франческо Борозини (Гримоальд). Опера имела огромный успех, а костюм, в котором выходила на сцену исполнительница главной роли — «вульгарное и непристойное» платье из коричневого шёлка с серебряной отделкой — породил новую моду среди молодых светских дам и стал, по свидетельству историка и писателя Хораса Уолпола, «общепринятым фасоном юности и красоты». В мае 1725 года Гендель впервые издал (по подписке) полную партитуру своей оперы.

## История постановок
Первое исполнение состоялось 13 февраля 1725 в лондонском Королевском театре. Было дано 14 представлений. При жизни Генделя «Роделинда» возбновлялась ещё дважды: в 1725 (18 декабря; было дано 8 представлений; в партитуру было добавлено 4 новые арии и дуэт) и в 1731 (8 представлений; исполнялось 4 номера из других опер) годах. В 1734 году «Роделинда» ставилась в Гамбурге. В XX веке первую постановку (на немецком языке, в сокращённом и изменённом виде) осуществил в Гёттингенском университете 26 июня 1920 Оскар Хаген (со своей женой Тирой Лейснер в заглавной партии), положив начало Генделевскому фестивалю в Гёттингене и вообще «генделевскому ренессансу». В 1931 году состоялась американская премьера, в 1939 году — первая постановка новейшего времени в Лондоне (театр Олд Вик).
Премьеры в других странах: 1932 год — Швеция, 1935 — Чехословакия, 1941 — Австрия, 1943 — Венгрия, 1960 — Швейцария, 1973 — Нидерланды, 1983 — Италия, Дания, 1985 — Франция, 1986 — Финляндия, 1999 — Ирландия, 2005 — Канада, Испания, 2007 — Аргентина, Польша.
13 декабря 2015 состоялась премьера в России на Новой сцене Большого театра (совместная постановка с Английской национальной оперой).

## Действующие лица
| Партия                                                 | Голос        | Исполнитель на премьере 13 февраля 1725    |
| ------------------------------------------------------ | ------------ | ------------------------------------------ |
| Роделинда, королева лангобардов                        | сопрано      | Франческа Куццони                          |
| Бертарид, свергнутый король лангобардов, муж Роделинды | кастрат-альт | Франческо Бернарди, известный как Сенезино |
| Гримоальд, герцог Беневенто, узурпатор                 | тенор        | Франческо Борозини                         |
| Эдвига, сестра Бертарида, невеста Гримоальда           | контральто   | Анна Винченца Дотти                        |
| Унульф, друг и советник Бертарида                      | кастрат-альт | Андреа Пачини                              |
| Гарибальд, герцог Турина, советник Гримоальда          | бас          | Джузеппе Мария Боски                       |
| Флавий, сын Роделинды и Бертарида                      | немая роль   | сведений не сохранилось                    |

## Содержание оперы
Действие происходит в VII веке в Милане.

### Действие I
Покои Роделинды. Королева лангобардов оплакивает своего мужа Бертарида, считая, что он мёртв (ария «Ho perduto il caro sposo»). Гримоальд, захвативший трон Бертарида, предлагает Роделинде руку и сердце, но она с негодованием отказывается (ария «L’empio rigor del fato»). По совету Гарибальда Гримоальд расторгает помолвку с Эдвигой (ария «Io già t’amai»). Эдвига оскорблена и грозится унизить его в отместку (ария «Lo farò») Гарибальд сам хочет жениться на Эдвиге, но, оставшись один, признаётся: его интересуют только её права на престол (ария «Di Cupido impiego i vanni»).
Кладбище, где похоронены короли лангобардов. Здесь же возведён кенотаф Бертарида. Появляется Бертарид, одетый как гунн, в стране которых он скрывался. Глядя на свой памятник, он тоскует по Роделинде (ария «Dove sei, amato bene»). К Бертариду приходит Унульф, который служит Гримоальду, но на деле хранит верность законному королю. Им приходится спрятаться от глаз Роделинды и Флавия, которые явились почтить память Бертарида (ария Роделинды «Ombre, piante, urne funeste»). Унульф не позволяет Бертариду раскрыть себя перед Роделиндой, хотя тот жаждет утешить горе жены. Появляется Гарибальд. Он угрожает убить Флавия, если Роделинда продолжит отказываться от брака с Гримоальдом. Та даёт согласие, но угрожает Гарибальду, что когда она вновь взойдёт на трон, он лишится головы (ария «Morrai, sì»). Входит Гримоальд. Довольный согласием Роделинды, он обещает Гарибальду защиту от гнева королевы (ария «Se per te giungo a godere»). Бертарид потрясён тем, что Роделинда готова предать его память. Унульф пытается утешить его (ария «Sono i colpi della sorte») и найти способ ему помочь, но Бертарид хочет дождаться момента, когда Роделинда окажется замужем за Гримоальдом, чтобы отомстить ей за неверность (ария «Confusa si miri»).

### Действие II
Зал во дворце. Гарибальд уговаривает Эдвигу выйти за него, ведь женой Гримоальда ей не быть — а так они вместе смогут сесть на трон. Эдвига возмущена и предательством Гримоальда, и согласием Роделинды стать его женой. Её переполняет ненависть и мысли о мести (ария «De’ miei scherni per far vendette»). Роделинда ставит Гримоальду условие: чтобы она вышла за него, он должен убить Флавия на её глазах, ведь она не может быть одновременно женой узурпатора и матерью законного короля. Она не простила заговорщикам смерть Бертарида (ария «Spietati, io vi giurai»). Унульф советует Гримоальду отступиться, Гарибальд же предлагает принять условия Роделинды, и тогда она сама же отступится. Гримоальд не слушает ни того, ни другого — он полностью поглощён своим чувством к Роделинде (ария «Prigioniera ho l’alma in pena»). Унульф шокирован жестокостью Гарибальда, а тот без обиняков излагает своё кредо: править можно только кнутом (ария «Tirannia gli diede il regno»). Унульф догадывается, что Гарибальд не заинтересован в том, чтобы видеть Гримоальда на троне. Кроме того, он с облегчением понимает, что Роделинда в действительности верна своему мужу (ария «Fra tempeste funeste a quest’alma»).
На лоне природы Бертарид предаётся горю (ария «Con rauco mormorio»). Эдвига узнает его. Узнав, что Бертарид хочет только воссоединиться с женой и сыном, и не претендует на престол, Эдвига обещает ему помочь. Унульф разубеждает Бертарида в измене Роделинды. Теперь они готовы рассказать Роделинде, что Бертарид жив. Бертариду не нужно для счастья ничего, кроме жены (ария «Scacciata dal suo nido»).
Унульф приходит в покои Роделинды и приносит ей вести о Бертариде. Она изнывает в ожидании встречи с мужем (ария «Ritorna oh caro e dolce mio tesoro»). Наконец супруги воссоединяются. Бертарид просит у Роделинды прощения за то, что усомнился в её верности. Их обнаруживает Гримоальд. Не узнавая Бертарида, он в негодовании думает, что Роделинда променяла его на первого встречного. Чтобы защитить честь жены, Бертарид раскрывает своё инкогнито, но Роделинда, опасаясь за его жизнь, уверяет, что это ложь. Гримоальд готов казнить соперника в любом случае, будь то любовник Роделинды или её муж (ария «Tuo drudo è mio rivale»), но великодушно оставляет их напоследок наедине. Они прощаются друг с другом (дуэт «Io t’abbraccio»).

### Действие III
Эдвига и Унульф сговариваются спасти Бертарида: Унульф стережёт его по поручению Гримоальда и имеет доступ в камеру, и Эдвига даёт ему ключ от тайного хода, который ведёт из темницы в дворцовый сад. Унульф переполнен надеждой спасти своего господина (ария «Un zeffiro spirò»). Эдвига рада, что наконец-то поступает правильно (ария «Quanto più fiera tempesta freme»).
Гримоальд никак не решится казнить своего пленника. Гарибальд пытается внушить ему, что это нужно сделать, чтобы сохранить трон, ведь Роделинда и Эдвига объединились против него. Гримоальд продолжает колебаться (ария «Tra sospetti, affetti, e timori»).
Бертарид в темнице жалуется на судьбу (ария «Chi di voi fu più infedele»). Внезапно к его ногам откуда-то падает меч: значит, на свободе у него есть союзник. Кто-то входит в камеру. Думая, что это палач, Бертарид наносит удар, но оказывается, что ранил он Унульфа, пришедшего его спасти. Но рана лёгкая, и Бертарид с Унульфом покидают тюрьму через тайный ход, оставив в камере одежду, по которой Бертарида могут узнать. Эдвига, Роделинда и Флавий приходят в тюрьму, чтобы спасти Бертарида, но, увидев одежду и свежую кровь на ней, они решают, что он убит. Роделинда молит, чтобы и её лишили жизни, избавив от страданий (ария «Se’l mio duol non è si forte»).
Бертарид перевязывает Унульфа, и тот отправляется за Роделиндой и Флавием. Бертарид полон решимости противостоять Гримоальду (ария «Se fiera belva ha cinto»). Появляется сам Гримоальд. Его терзает совесть и угнетает бремя правления (ария «Pastorello d’un povero armento»). Он засыпает. Гарибальд видит его беззащитным и пытается убить, но Бертарид встаёт на защиту спящего узурпатора и убивает предателя. Гарибальд поражён — а пришедшая Роделинда поражена, увидев мужа живым. Бертарид готов умереть от руки Гримоальда, которого превосходит морально (ария «Vivi tiranno! Io t’ho scampato»). Эдвига и Унульф объясняют, как Бертарид оказался на свободе. В благодарность за спасение своей жизни Гримоальд отказывается от захваченного трона, возвращает Бертариду жену и сына и возобновляет помолвку с Эдвигой. Роделинда счастлива, что воссоединилась с мужем (ария «Mio caro bene!»). Финальный хор («Dopo la notte oscura più lucido, più chiaro»), в котором участвуют все, кроме Гарибальда, прославляет добродетель, которая проходит через любые испытания.

## Состав оркестра
2 блокфлейты, поперечная флейта, 2 гобоя, фагот, 2 валторны, 3 скрипки, виола, виолончели, контрабасы, группа континуо (клавесин, теорба, виолончель).

## Записи
Первое время после возвращения «Роделинды» к слушателю партии, предназначенные Генделем для кастратов, было принято отдавать низким мужским голосам (баритону, басу). С середины XX века Бертарида и Унульфа начинают исполнять меццо-сопрано. С конца XX века эти партии чаще всего отдаются контратенорам.

### Аудиозаписи
| Год  | Состав: Роделинда, Бертарид, Гримоальд, Эдвига, Унульф, Гарибальд                                                               | Дирижёр, оркестр                                            | Лейбл                                                    |
| ---- | --- | ----------------------------------------------------------- | -------------------------------------------------------- |
| 1938 | Сесиль Рейх, Герхард Хюш (баритон), Фриц Краусс, Эмма Майер, -, Ганс Дюкрю; исполнение на немецком языке                        | Карл Леонхардт, симфонический оркестр Штутгартского радио   | Hänssler, HAEN93032 (CD 93.032)                          |
| 1953 | Фредерика Зайлер, Роберт Тице (баритон), Франц Ферингер, Хедвиг Липп, Вальтер Хагнер (бас), Гельмут Липс                        | Ганс Мюллер-Край, симфонический оркестр Штутгартского радио | Lyrichord, LL 115 Period, SPL-589 Nixa, PLP 589          |
| 1959 | Эрна Бергер, Герман Прей (баритон), Йозеф Траксель, Брюнхильда Кнакс, -, Ганс Гюнтер Гримм; исполнение на немецком языке        | Гериберт Эссер, Бернский камерный оркестр                   | Hamburger Archiv für Gesangkunst                         |
| 1959 | Джоан Сазерленд, Маргрета Элкинс, Альфред Халлет, Дженет Бейкер, Патрисия Керн, Раймунд Хенрикс; исполнение на английском языке | Чарльз Фарнкомб, оркестр Philomusica (Лондон)               | Opera D’oro, OPD-1189                                    |
| 1964 | Тереза Стич-Рэнделл, Морин Форрестер, Александер Янг, Хильде Рёссль-Майдан, Хелен Уоттс, Джон Бойден (баритон)                  | Брайан Пристмен, симфонический оркестр Венского радио       | Westminster Gold, WGS-8205                               |
| 1973 | Джоан Сазерленд, Югетт Туранжо, Эрик Таппи, Маргрета Элкинс, Кора Канне-Мейер, Питер Ван Ден Берг                               | Ричард Бониндж, Нидерландский камерный оркестр              | Bella Voce, BLV 107 206                                  |
| 1985 | Джоан Сазерленд, Алисия Нафе, Кёртис Райам, Исобель Бьюкенен, Югетт Туранжо, Сэмюэл Рэми                                        | Ричард Бониндж, оркестр Валлийской национальной оперы       | Decca (London), 414 667-2                                |
| 1990 | Барбара Шлик, Дэвид Кордьер, Кристоф Прегардьен, Клаудиа Шуберт, Кай Вессель, Готтольд Шварц                                    | Михаэль Шнайдер, оркестр La Stagione (Франкфурт)            | Deutsche Harmonia Mundi, RD 77192                        |
| 1996 | Софи Данеман, Дэниэл Тейлор, Эдриан Томпсон, Кэтрин Роббин, Робин Блейз, Кристофер Первз                                        | Николас Кремер, оркестр Raglan Baroque Players              | Virgin «Veritas», 5 45277-2                              |
| 2000 | Доминик Лабелль, Робин Блейз, Айан Пейтон, Эва Волак, Сесиль ван де Сант, Эндрю Фостер                                          | Николас МакГеган, оркестр Concerto Köln (Кёльн)             | издание для членов Гёттингенского Генделевского общества |
| 2004 | Симона Кермес, Марьяна Миянович, Стив Дэвислим, Соня Прина, Мари-Николь Лемьё, Вито Прианте                                     | Алан Кёртис, оркестр Il Complesso Barocco                   | Archiv Produktion, 00289 477 5391                        |
| 2005 | Рене Флеминг, Дэвид Дэниэлс, Коби ван Ренсбург, Стефани Блайт, Беджун Мета, Джон Релейя                                         | Гарри Бикет, оркестр Метрополитен-оперы                     | Celestial Audio, CA 520                                  |
| 2006 | Рене Флеминг, Андреас Шолль, Коби ван Ренсбург, Стефани Блайт, Кристоф Дюмо, Джон Релейя                                        | Патрик Саммерс, оркестр Метрополитен-оперы                  | Celestial Audio, CA 741                                  |

### Видеозаписи
| Год  | Состав: Роделинда, Бертарид, Гримоальд, Эдвига, Унульф, Гарибальд, Флавий                                            | Дирижёр, оркестр                                                           | Режиссёр          | Лейбл                                |
| ---- | --- | -------------------------------------------------------------------------- | ----------------- | ------------------------------------ |
| 1998 | Анна-Катерина Антоначчи, Андреас Шолль, Курт Штрайт, Луиза Уинтер, Артур Стефанович, Умберто Кьюммо, Том Сиз         | Уильям Кристи, Оркестр века Просвещения (Глайндборнский оперный фестиваль) | Жан-Мари Виллежье | Kultur, D2834 NVC Arts, 3984-23024-3 |
| 2003 | Доротея Рёшман, Майкл Чанс, Пол Найлон, Фелисити Палмер, Кристофер Робсон, Умберто Кьюммо, Элиас Мауридес            | Айвор Болтон, оркестр Баварской государственной оперы                      | Дэвид Олден       | FARAO, D 108 060                     |
| 2012 | Рене Флеминг, Андреас Шолль, Джозеф Кайзер, Стефани Блайт (англ. Stephanie Blythe), Йестин Дэвис, Шэньян, Мориц Линн | Гарри Бикет (англ. Harry Bicket), оркестр Метрополитен-оперы               | Стивен Уодсуорт   | Decca, 0440 074 3469 7 DH 2          |
| 2014 | Даниэль де Низ, Беджун Мета, Курт Штрайт, Малена Эрнман, Матиас Рексрот, Константин Вольф, Луис Нойхольд             | Николаус Арнонкур, оркестр Concentus Musicus Wien (театр Ан дер Вин)       | Филипп Арнонкур   | Belvedere, BVD10144                  |